# Ciguapa
La ciguapa  est une créature mythologique du folklore dominicain. Elle est généralement décrite comme ayant une forme féminine humaine avec une peau brune ou bleu foncé, des pieds orientés vers l’arrière et une très longue chevelure lisse et brillante qui recouvre leur corps. Les ciguapa habitent supposément dans les hautes montagnes de la République dominicaine. 

## Description
Ces créatures selon les légendes qui les décrivent ont des habitudes nocturnes. De plus, en raison de la position inversée de leurs pieds,,, on ne peut jamais vraiment dire dans quelle direction elle se déplacent en se fondant uniquement sur leurs empreintes de pas. Elles auraient des pouvoirs occultes et apporteraient la mort. Elles auraient la faculté d'ensorceler une personne en la regardant dans les yeux. La seule vocalisation des ciguapas serait constituée par une sorte de gémissement ou de gazouillis.
Les Ciguapas sont considérés comme des êtres magiques, sauvages et belles en apparence selon les uns, et horribles pour d'autres. Elles sont souvent comparées à des sirènes. Prêtes à capturer le voyageur égaré, on dit qu'elles sont si belles qu'elles peuvent attirer les hommes dans la forêt pour faire l'amour avec eux, pour ensuite les tuer. Les légendes laissent entendre que certaines sont bienveillantes et souhaitent ne pas tuer les intrus, bien que peu d'éléments prouvent cette affirmation. Même aujourd'hui, on peut encore trouver des personnes qui affirment avoir aperçu une ciguapa.
Lore indique que le seul moyen de capturer une ciguapa est de le suivre la nuit, pendant la pleine lune, avec un chien polydactylique noir et blanc (appelé chien cinqueño ).
Le mythe de la ciguapa serait d’origine taino, mais il a été avancé qu’il est probablement plus récent, car le mythe de Ciguapa présente de nombreuses caractéristiques communes avec les anciennes sirènes européennes. Aucun artefact ou légende Taino connue ne fait référence à une créature semblable à celle-ci. En outre, la légende pourrait provenir d'autres mythes, aussi lointains que le Guaraní Curupí ou le Hindu Churel, décrit par Rudyard Kipling dans My Own True Ghost Story et qui présente des traits similaires à celui des ciguapas. L’hypothèse hindoue est peut-être exagérée, car il n’existe aucun moyen de savoir comment cette histoire s’est retrouvée en République dominicaine au XIXe siècle alors qu’aucun échange culturel n’avait lieu entre ces nations.
Un film dominicain intitulé El Mito de la Ciguapa (Le mythe de la Ciguapa) est sorti en 2009.
Julia Alvarez a créé un livre d'images pour enfants intitulé Le secret des traces de pas en 2002, qui présente des ciguapas.